# Produktinformationsblatt
Das Produktinformationsblatt (PIB) dient im Versicherungswesen dazu, den Kunden über die wichtigsten Punkte seines Versicherungsvertrages vor Vertragsabschluss zu informieren.

## Allgemeines
Die Einführung eines Produktinformationsblatts stammt aus dem EU-Recht und wurde am 18. Dezember 2007 in der VVG-Informationspflichtverordnung beschlossen. In Kraft getreten ist die Vorschrift zum Produktinformationsblatt am 1. Juli 2008. Das Blatt muss dem Versicherungsnehmer zusammen mit den anderen Vertragsinformationen i. d. R. vor Vertragsabschluss übergeben werden, außerdem muss es den anderen Informationen vorangestellt werden.

## Inhalt
Das PIB enthält gemäß § 4 Abs. 2 VVG-InfoV für alle Versicherungsarten folgende Punkte: 
1. Angaben zur Art der Versicherung,
2. Eine Beschreibung versicherten Risikos und der ausgeschlossenen Risiken,
3. Angaben zur Prämie und Zahlungsweise,
4. Leistungsausschlüsse,
5. Obliegenheiten beim Vertragsabschluss,
6. Obliegenheiten im Vertragsverlauf,
7. Obliegenheiten im Versicherungsfall,
8. Beginn und Ende des Versicherungsschutzes,
9. Beendigungsmöglichkeiten durch den Kunden.

Alle Punkte müssen in der oben genannten Reihenfolge aufgeführt sein. Damit das PIB kurz gehalten ist, sollen auch nicht mehr als die o. g. Informationen aufgeführt sein. In der Lebensversicherung sind zusätzlich noch Angaben zu den Kosten zu machen.
Mit dem Altersvorsorge-Verbesserungsgesetz (AltvVerbG) vom 24. Juni 2013 ist die Einführung eines einheitlich gestalteten Produktinformationsblatts für zertifizierte Altersvorsorge- und Basisrentenverträge beschlossen worden. Das Produktinformationsblatt muss dem Verbraucher ab dem 1. Januar 2017 vor Abschluss eines betreffenden Vertrages ausgehändigt werden (§ 7 Abs. 1 Altersvorsorgeverträge-Zertifizierungsgesetz). 
Zur Erhöhung der Vergleichbarkeit zwischen und innerhalb der Produktkategorien wurden einheitliche Kostenkennziffern und fünf Chancen-Risiko-Klassen eingeführt. Für die Berechnungsmethodik der Effektivkosten hat das Bundesministerium der Finanzen die Produktinformationsstelle Altersvorsorge gGmbH (PIA) beauftragt. Auch die Zuordnung eines Produkts zu einer Chancen-Risiko-Klasse nimmt die PIA vor.